# 2月19日 (旧暦)
旧暦2月19日は旧暦2月の19日目である。六曜は友引である。

## できごと
- 天安元年（ユリウス暦857年3月18日） - 藤原良房が太政大臣に就任[要出典]。初の人臣太政大臣
- 文治元年/寿永4年（ユリウス暦1185年3月22日） - 屋島の戦い。一ノ谷の戦いで敗れて屋島に逃れた平家を源義経が奇襲。那須与一が船上の扇の的を射落とす
- 寛政2年（グレゴリオ暦1790年4月3日） - 江戸隅田川河口に無宿人の厚生施設「加役方人足寄場」を設置
- 天保8年（グレゴリオ暦1837年3月25日） - 大塩平八郎の乱。大坂町奉行所の元与力・大塩平八郎が天保大飢饉に苦しむ人々を救う為に一党100人で蜂起
- 文久元年（グレゴリオ暦1861年3月29日） - 辛酉革命により万延から文久に改元
- 明治元年（グレゴリオ暦1868年3月12日） - 官軍への徹底抗戦を叫ぶ旧幕臣約千人が上野寛永寺で彰義隊を結成

## 誕生日
- 永禄4年（ユリウス暦1561年3月4日） - 井伊直政、武将・徳川四天王の一人 （+ 1602年）
- 文化1年（グレゴリオ暦1804年3月30日） - 間部詮勝、老中、越前鯖江藩第7代藩主（+ 1884年）
- 文政4年（グレゴリオ暦1821年3月22日） - 初代花柳壽輔、日本舞踊家・花柳流初代家元（+ 1903年）
- 天保6年（グレゴリオ暦1835年3月17日） - 有栖川宮熾仁親王、皇族・戊辰戦争の東征総督（+ 1895年）

## 忌日
- 乾興元年（ユリウス暦1022年3月23日） - 真宗、北宋の3代皇帝（* 968年）
- 長寛2年（ユリウス暦1164年3月13日） - 藤原忠通、摂政・関白（* 1097年）
- 永正8年（ユリウス暦1511年3月18日） - 吉田兼倶、神道家・吉田神道創始 （* 1435年）
- 宝永元年（グレゴリオ暦1704年3月24日） - 市川團十郎 (初代)、歌舞伎俳優 （* 1660年）